# ردریک
رُدریک (به عربی: لذریق) (به اسپانیایی: Rodrigo)، یکی از حکام ویزیگوتی اسپانیا بود که در بین سال‌های ۷۱۰ تا ۷۱۲ میلادی بر قسمتی از اسپانیا حکومت می‌کرد. وی به «آخرین شاه گوت‌ها» معروف است که سرانجام با حمله اعراب به رهبری طارق بن زیاد به اندلس شکست خورد و بعد از مدتی به طرز نامعلومی کشته شد.

## اوایل زندگانی
ردریک، پسر تئودوفرد، دوک و یکی از مخالفان وتیزا فرمانروای اسپانیا بود که احتمالاً در سال ۶۸۷ میلادی در قرطبه (جایی که پدرش به آنجا تبعید شده بود) به دنیا آمد.

## رسیدن به حکومت

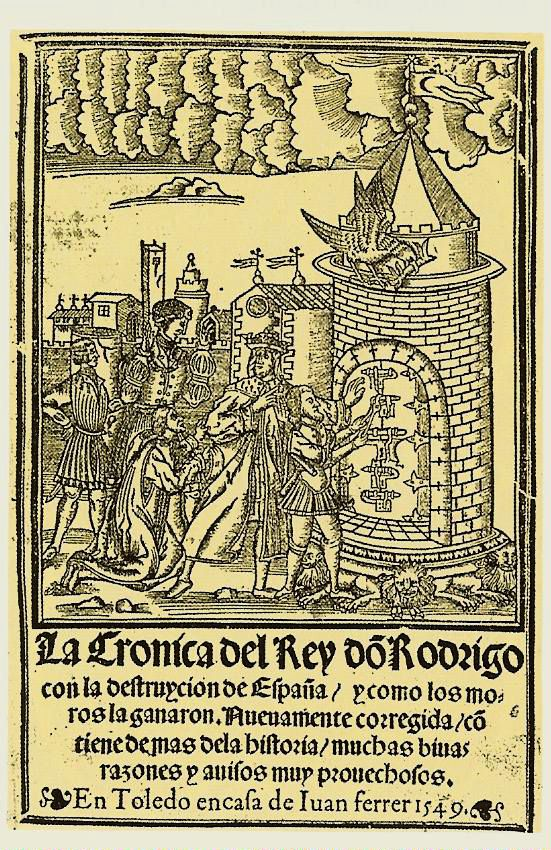
وقایع‌نامه شاه ردریک

وی بعد از رشد و نمو درصدد انتقام پدر خود از وتیزا برآمد پس شورشی برپا کرد و روحانیون و بزرگان رومی اسپانیا را به گرد خود جمع نمود و دعوی پادشاهی کرد. پس جنگی بین ردریک و وتیزا درگرفت که این ردریک بود که توانست پیروز نبرد باشد و وتیزا نیز در این نبرد کشته شد؛ و سرانجام در سال ۷۱۰ یا ۷۱۱ میلادی وی توانست تاج و تخت حکومت اسپانیا را به‌دست بگیرد. بعد از آن وی به سرکوب مخالفان خود به‌خصوص پسران وتیزا پرداخت تا توانست جایگاه خود را در حکومت تثبیت کند.

## جنگ با مسلمانان
در همین سال‌هایی که ردریک مشغول نبرد با مخالفان خود بود، موسی بن نصیر حاکم اموی افریقیه، سرداری به نام طارق بن زیاد را برای کسب غنائم و فتح مناطق جنوبی اسپانیا، عازم اندلس کرد و طارق توانست ولایت جزیره که توانست عامل ردریک، تئومیر، اداره می‌شد، فتح کند.
در این حین، خبر هجوم مسلمانان به رهبری طارق بن زیاد به گوش ردریک که در حال نبرد با شورشیان در ایالات شمالی اسپانیا بود، رسید. چون از هجوم مسلمانان به مناطق داخلی واهمه داشت، شتابان خود را به طلیطله رساند تا لشکری برای مقابله با مسلمانان آماده کند. وی ابتدا فرمانده‌ای به نام ادیکو را به جنگ با طارق فرستاد اما وی نتوانست در مقابل مسلمانان کاری از پیش ببرد پس خود به همراه لشکری گران عازم نبرد با طارق شد و سپاه در نزدیکی نهری به نام گوادالته به هم رسیدند (۷۱۱ میلادی/۹۱ هجری) که پس از ۴ روز نبرد، مسلمانان توانستند سپاهیان ویزیگوت‌ها را شکست داده و به هزیمت وادارند.
خود ردریک نیز پس از شکست، از مقابل سپاه طارق گریخت و پس از مدتی به طرز نامعلومی (احتمالاً در آب رودخانه غرق شده) کشته شد و حکومت ویزیگوت‌ها در اسپانیا به پایان رسید.